# Chassalia bipindensis
Chassalia bipindensis är en måreväxtart som beskrevs av Sonké, Nguembou och Aaron Paul Davis. Chassalia bipindensis ingår i släktet Chassalia och familjen måreväxter.
Artens utbredningsområde är Kamerun. Inga underarter finns listade i Catalogue of Life.